# Place de Brouckère
Pour les articles homonymes, voir De Brouckère.
La place de Brouckère (en néerlandais : de Brouckèreplein) est une place du centre de Bruxelles. Elle est créée à la suite du voûtement de la Senne (1867-1871), en remplacement de l'ancienne église des Augustins, démolie en 1893,. Elle mesure environ 50 mètres sur 350 mètres et est presque entièrement pavée.
La place de Brouckère est située dans la perspective du boulevard Émile Jacqmain et du boulevard Adolphe Max au nord, formant un carrefour en « Y », et du boulevard Anspach au sud. La zone autour de la place se caractérise par la présence de théâtres, d'un grand cinéma, d'hôtels et de restaurants, ainsi que de certains des lieux de divertissement et des rues commerçantes les plus importants de la ville.

## Toponymie
La place de Brouckère fut ainsi nommée en l'honneur de Charles de Brouckère (1796-1860), bourgmestre de la ville de Bruxelles, professeur à l'université libre de Bruxelles (ULB) et ayant joué un grand rôle politique lors de la révolution belge de 1830.

## Histoire
C'est une des plus prestigieuses places de Bruxelles, dont elle constitue dans l'esprit de beaucoup le « centre du centre ». Elle abrite notamment deux palaces, l'Hôtel Métropole et l'Hôtel Atlanta, et l'ancien cinéma Eldorado, devenu UGC De Brouckère. Elle se situe dans la perspective du boulevard Anspach, boulevard ouvert pour relier la gare du Midi à la gare du Nord, au XIXe siècle, prenant exemple sur les grandes percées urbaines de Paris, Vienne et Madrid. Par son rôle de place d'hyper centre, elle a attiré dans ses environs les lieux de plaisir et de théâtres dès le XIXe siècle et le Théâtre national de Belgique est encore venu s'installer à proximité, au boulevard Émile Jacqmain à la fin du XXe siècle. Elle a constitué le centre d'un mini Broadway bruxellois lorsque de grandes publicités lumineuses y déversaient, depuis les toits, une clarté supérieure à celle de l'éclairage public. Un journaliste américain l'avait comparée à Times Square et la télévision allemande vint y faire une mise en scène avec corps de ballet dans le cadre d'un programme européen.

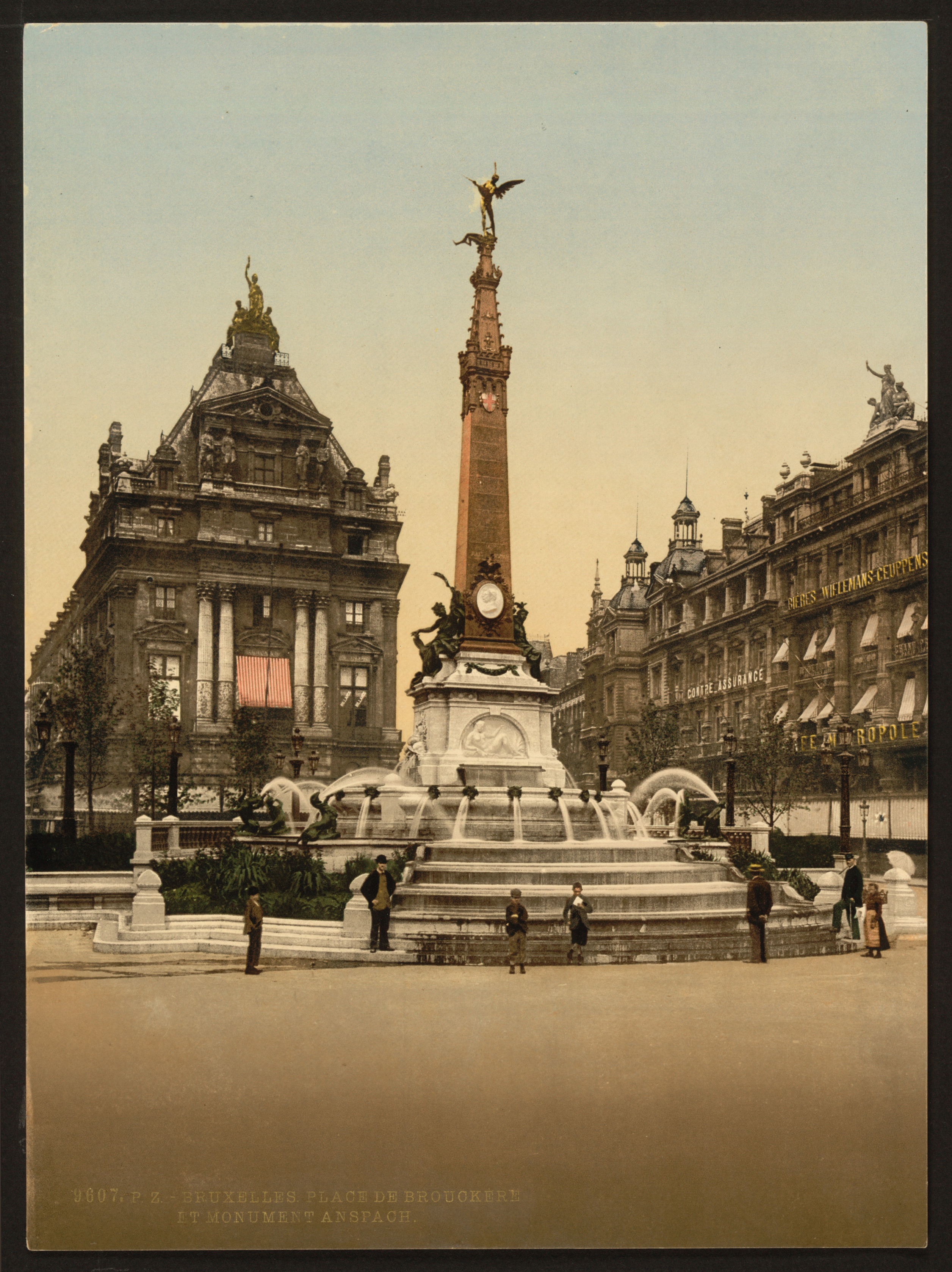
La place avec sa fontaine (ca. 1897-1900)

Les immeubles du XIXe siècle, qui constituent encore la majorité des rives de la place, montrent que l'endroit, célébré grâce à la chanson de Jacques Brel Bruxelles, ainsi que dans une chanson de Dick Annegarn et dans un air de jazz manouche de Django Reinhardt, est un legs de la Belle Époque et fut un lieu fréquenté par la riche bourgeoisie. Mais, au cours des années 1970, deux immeubles de verre et d'acier construits, l'un par la société Philips et abritant le bureau de poste principal et diverses sociétés et l'autre occupé par une partie des services de l'administration postale et de l'administration de la ville de Bruxelles, ont été érigés à une extrémité de la place, dominant celle-ci de leurs façades de verre et d'acier, en rupture totale avec l'environnement. Parallèlement, le quartier subissait une forte paupérisation du fait de la fuite de la classe moyenne vers les banlieues vertes. Plusieurs immeubles furent abandonnés. La fontaine-obélisque Anspach, inaugurée en 1897, fut enlevée, en 1973, pour faire place à un accès de la station de métro. L'administration avait promis de la remettre en place après les travaux mais elle sera, finalement, partiellement remontée à l'extrémité du plan d'eau du Marché aux Poissons en mai 1981.
Depuis le 29 juin 2015, la place fait partie d'une grande zone piétonne au centre de Bruxelles (Le Piétonnier),. À cette occasion, elle a été complètement réaménagée et repavée, visant essentiellement de réduire l'emprise de la voirie carrossable, qui ne se limite plus qu'à une seule bande sur le côté est de la place. Elle a également été agrémentée de jets d'eaux en son centre,. Sur le côté ouest de la place, des travaux ont débuté en 2021 pour fusionner les bâtiments historiques en un grand complexe comprenant des appartements, des bureaux, des chambres d'étudiants et des espaces commerciaux. L'année suivante, les travaux ont été interrompus, le Conseil d'État ayant suspendu le permis de bâtir,. L'arrêt accuse la Région de Bruxelles-Capitale d'avoir ignoré l'avis défavorable de la Commission royale des Monuments et des Sites, sans répondre à la critique selon laquelle le complexe s'élèverait au-dessus des façades historiques,.
Aujourd'hui, les quartiers alentour connaissent une « gentrification » et de nombreuses rénovations, ainsi qu'un retour des jeunes ménages actifs. Le quartier reste cependant très marqué par ses décennies populaires et offre le spectacle étonnant d'une très grande mixité sociale, dans une atmosphère très dynamique, cosmopolite et internationale qui remplace l'ambiance d'abandon qui a caractérisé de nombreuses années de chantiers.[réf. nécessaire]

## Accès
- | ___ | Ce site est desservi par la station de métro : De Brouckère. |
- Tramway : arrêt De Brouckère (prémétro).
- Bus : arrêt De Brouckère.
- Villo! : station no 21

## Musique
- Bruxelles, une chanson de Jacques Brel parle de la place à la Belle Époque[5].
- Place de Brouckère, un morceau de jazz manouche composé par le guitariste belge Django Reinhardt.
- Bruxelles de Dick Annegarn évoque la place de Brouckère.